# Мариза Паван
Марѝза Павàн (на италиански: Marisa Pavan) е италианска актриса. 

## Биография
Мариза Паван е родена на 11 юни 1932 година в Каляри, Сардиния. Тя има сестра близначка Пиер Анджели. Дете е на Енрикета (по рождение Ромити) и Луиджи Пиеранджели, строителен инженер.  Двете момичета имат и по-малка сестра Патриция Пиеранджели, която също става актриса.

### Кариера
Мариза Паван не е имала драматична подготовка, когато подписва в Холивуд договор с Парамаунт Пикчърс на 19-годишна възраст.  Въпреки че дебютът ѝ на екрана е през 1952 г. в „Цената на славата“ , пробивната роля на Паван идва три години по-късно, когато е избрана да играе дъщерята на Ана Маняни в „Татуировката на розата“. Първоначално тази роля е възложена на нейната сестра близначка, но по времето, когато продукцията започна, Анджели не е на разположение за ролята. Изпълнението на Паван печели номинация за Оскар за най-добра поддържаща женска роля.  Тя също така спечели наградата Златен глобус за най-добра поддържаща актриса за участието си във филма „Елате в конюшнята“ (1949).

### Личен живот
На 27 март 1956 г. Паван се жени за френския актьор Жан-Пиер Омон в Санта Барбара, Калифорния, и двойката остава заедно до смъртта на Жан-Пиер през 2001 г. 
. Те имат двама сина: Жан-Клод, роден през 1957 г. и Патрик роден през 1960 г.

## Избрана филмография
| година | филм                      | оригинално заглавие | роля             | режисьор   |
| ------ | ------------------------- | ------------------- | ---------------- | ---------- |
| 1955   | Татуирана роза            | The Rose Tattoo     | Роуз Деле Роуз   | Даниел Ман |
| 1959   | Джон Пол Джоунс           | John Paul Jones     | Ейми Дьо Телисон | Джон Фароу |
| 1959   | Соломон и Савската царица | Solomon and Sheba   | Авишаг           | Кинг Видор |